# Temida (tytanida)
Temida (gr. Θέμις Thémis, łac. Themis) – w mitologii greckiej bogini i uosobienie sprawiedliwości, prawa i wiecznego porządku.
Temida uchodziła za córkę Uranosa i Gai. Zanim Zeus poślubił Herę, pojął za małżonkę Temidę. Z ich związku narodziły się trzy hory – Eunomia, Dike, Ejrene – oraz trzy Mojry (według popularniejszej teorii Mojry istniały wraz z Chaosem i po nim), a także dziewica Astraja (uosobienie sprawiedliwości) oraz nimfa rzeki Erydanu (Eridanos). Niektórzy podają, że owocem tego związku miały być Hesperydy.
Według mitografów i filozofów Temida miała być główną doradczynią Zeusa. Przypisuje się jej między innymi, że to ona radziła Zeusowi wziąć skórę z Amaltei. Według Jana Parandowskiego przewidziała wojnę trojańską. Jako jedyna z pierwszej generacji bóstw, pozostała na Olimpie. Tradycyjnie Temida była przedstawiana z wagą i mieczem, niekiedy z opaską na oczach. Opaska na oczach symbolizuje bezstronność. W wielu miastach greckich miała świątynie, często w pobliżu świątyń Gai lub Demeter.

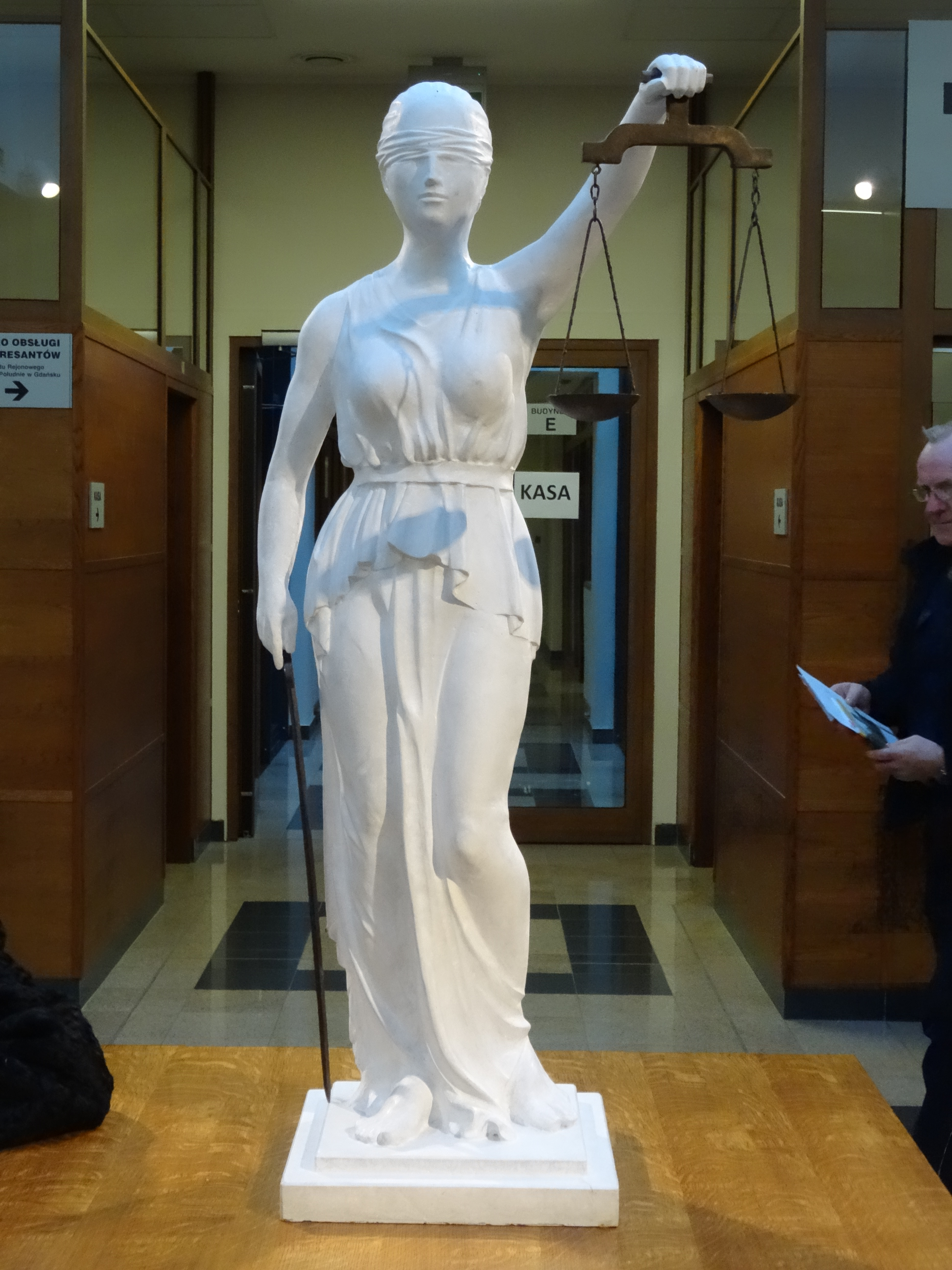
Figura Temidy w Sądzie Rejonowym w Gdańsku

Figury Temidy często występują na sali sądowej. Jej postać widnieje także na pieczęci stanowej Nowego Jorku. W Polsce można ją zobaczyć w herbie Janowca Wielkopolskiego.